# Uwe Mönkemeyer
Uwe Mönkemeyer (República Federal Alemana, 22 de septiembre de 1959) es un atleta alemán retirado especializado en la prueba de 3000 m, en la que consiguió ser medallista de bronce europeo en pista cubierta en 1983.

## Carrera deportiva
En el Campeonato Europeo de Atletismo en Pista Cubierta de 1983 ganó la medalla de bronce en los 3000 metros, con un tiempo de 7:58.11 segundos, tras el yugoslavo Dragan Zdravković y el soviético Valeriy Abramov.